# Rizocèfals

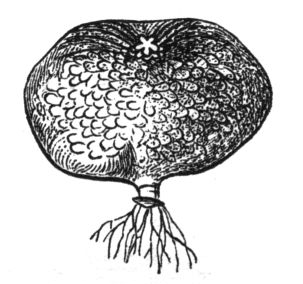
Dibuix del rizocèfal Clistosaccus paguri

Els rizocèfals (Rhizocephala) són un ordre de crustacis cirrípedes.

## Particularitats
Els rizocèfals són exclusivament paràsits d'estructura molt senzilla. El nom "Rhizocephala" es refereix a les "arrels" amb les que penetren llurs hostes i al "cap" o part exterior visible. Totes les espècies parasiten crancs decàpodes.
Emparentats als peus de cabrit, només es semblen a aquests a llur estadi larvari. Els adults no tenen cap membre ni segmentació visible. Tots els òrgans es troben ancorats dins de l'hoste de tal manera que només un "cap" o part externa formada per l'aparell reproductor i el sistema nerviós central és visible a l'ull nu.
El rizocèfal no mata el seu hoste, però el cranc hoste acaba en un estat de castració, car el paràsit ocupa efectivament el lloc dels seus òrgans genitals.

## Taxonomia
Segons la revisió feta el 2001 per Martin i Davis, els rizocèfals són un superordre:
Ordre Akentrogonida Häfele, 1911
- Gènere Pirusaccus Lützen, 1985
- Gènere Polysaccus Ho & Lutzen, 1993
- Família Chthamalophilidae Bocquet-Védrine, 1961
- Família Clistosaccidae Boschma, 1928
- Família Duplorbidae Høeg & Rybakov, 1992
- Família Mycetomorphidae Høeg & Rybakov, 1992
- Família Polysaccidae Lützen & Takahashi, 1996
- Família Thompsoniidae Høeg & Rybakov, 1992

Ordre Kentrogonida Delage, 1884
- Família Lernaeodiscidae Boschma, 1928
- Família Peltogastridae Lilljeborg, 1860
- Família Sacculinidae Lilljeborg, 1860